# 天载
天载（1130年二月二十一日—三月二十六日），或作天战，為南宋初期洞庭湖地区民变领袖锺相的年号，使用这个年号共2个月。

## 纪年對照表
| 天载 | 元年   |
| ---- | ------ |
| 公元 | 1130年 |
| 干支 | 庚戌   |

## 同期存在的其他政权年号
- 中國
  - 建炎（1127年－1130年）：南宋—宋高宗趙構之年号
  - 延慶（1124年－1133年）：西遼—遼德宗耶律大石之年號
  - 天會（1123年－1137年）：金—金太宗吳乞買、金熙宗完颜亶之年號
  - 正德（1127年－1134年）：西夏—夏崇宗李乾順之年號
  - 保天（1129年－1137年）：大理—段正嚴之年號
- 越南
  - 天順（1128年－1132年）：李朝—李陽煥之年號
- 日本
  - 大治（1126年－1131年）：崇德天皇之年号

## 深入閱讀
- 李崇智. . 北京: 中華書局. 2004年12月. ISBN 7101025129.